# Irundisaua ocularis
Irundisaua ocularis är en skalbaggsart som beskrevs av Martins och Maria Helena M. Galileo 2005. Irundisaua ocularis ingår i släktet Irundisaua och familjen långhorningar. Inga underarter finns listade i Catalogue of Life.